# 吕德斯多夫
吕德斯多夫是德国梅克伦堡-前波莫瑞州的一个市镇。总面积54.26平方公里，总人口5104人，其中男性2535人，女性2569人（2011年12月31日），人口密度94人/平方公里。